# MDEX
MDEX是一个使用智能合约的跨链式去中心化交易协议，支持HECO、BSC以及ETH，采用流动性和交易相结合的双重挖矿机制。用户可通过MDEX Bridge实现名下资产在HECO、BSC以及ETH之间的跨链互通。该平台通过了Certik的审计。2021年2月25日，MDEX在CoinMarketCap和CoinGecko全球分散式交易所（DEX）中位列第一。

## 历史

### 2021年
1月19日，MDEX上线交易与流动性挖矿。26日，登陆火币全球站。2月4日，启用Boardroom机制。2月6日，开放Boradroom回购销毁池。
2月20日，24小时交易量超过50亿美元。2月25日，在CoinMarketCap全球DEX中排名第一。3月10日，平台累计交易总额超过1000亿美元。
3月17日，MDEX的TVL（总锁定价值）超过20亿美元。4月8日，登陆BSC，两小时内，TVL超过15亿美元。
5月7日，参与HECO节点竞选。5月12日，HECO与BSC双链部署TVL超过57亿美元。5月24日，登陆币安创新区。